# 本庄村 (佐賀県)
本庄村（ほんじょうむら）は、佐賀県にあった村で、佐賀郡に属していた。1954年10月1日付で佐賀市に編入され、現在は、「佐賀市本庄町大字○○」という形でその地名を残している。

## 地理
現在の佐賀市域の南部に位置した。

## 歴史
- 1889年4月1日 - 町村制施行に伴い、佐賀郡本庄村が成立。
- 1954年10月1日 - 佐賀市に編入され消滅。

　かつては同地域にある本荘神社や本荘院のように「本荘」という表記もあったが明治22年の町村制施行の際に当時の知事である石井邦猷が誤って「荘」を「庄」と公示したために「本庄」という表記が定着した。